# 莱茵河畔吕德斯海姆
莱茵河畔吕德斯海姆（德語：Rüdesheim am Rhein，發音：[ˈʁyːdəsˌhaɪm ʔam ˈʁaɪn]）是德国黑森州达姆施塔特行政区莱茵高-陶努斯县的城市，面积51.41平方千米，2023年12月31日人口为10,180人。
綠德斯翰是聯合國世界文化遺產萊茵河中上游河谷的起點，止於下游的科布伦茨，為維持景觀之原貌，全長65公里之河道兩岸不設橋梁，行人車輛需搭船渡河。